# I'm Going Home

I'm Going Home (del francés: Je rentre à la maison), en portugués: Vou Para Casa es una película escrita y dirigida por Manoel de Oliveira y de producción franco-portuguesa. 

## Sinopsis
Gilbert Valence (Michel Piccoli) es un viejo actor teatral que recibe la terrible noticia de que su mujer, hija y yerno han fallecido en un Accidente de tráfico. Tras un tiempo, Valence continúa con su vida en París, rechazando papeles inadecuados en televisión y cuidando de su nieto de 9 años. Cuando un director de cine Americano (John Malkovich) lo elige para un papel equivocado en una mala adaptación de Ulises de James Joyce, Valence se ve obligado a tomar una decisión sobre su vida.

## Reparto
- Michel Piccoli - Gilbert Valence
- Catherine Deneuve - Marguerite
- John Malkovich - John Crawford, director de cine
- Antoine Chappey - George
- Leonor Baldaque - Sylvia
- Leonor Silveira - Marie
- Ricardo Trêpa - Guardia
- Jean-Michel Arnold - Doctor
- Adrien de Van - Ferdinand
- Sylvie Testud - Ariel
- Isabel Ruth - Lechera
- Andrew Wale - Stephen
- Robert Dauney - Haines
- Jean Koeltgen - Serge
- Mauricette Gourdon - Guilhermine, Ama de llaves

## Acogida y premios
En el sitio web Rotten Tomatoes, la película puntúa un 96% con 52 críticas.
Fue una de las películas en competición por la Palma de Oro en el Festival de Cannes en 2001.
Ganó el premio de la crítica a la mejor película en 2001 en la Muestra Internacional de Cine de São Paulo y el premio "Ancla de Oro" en el Festival Internacional de Cine de Haifa en 2002. También ganó el Globo de Oro en Portugal a la mejor película en 2002. Michel Piccoli fue nominado en la categoría de Mejor Actor para los Premios del Cine Europeo en 2001.